# Línea de alta velocidad Sevilla-Huelva
El nuevo corredor ferroviario Sevilla-Huelva, Lanzadera Huelva-Sevilla, es un proyecto que engloba a la construcción de una línea de alta velocidad entre Huelva y Sevilla. Es una prolongación de la LAV Madrid-Sevilla.

## Descripción
El nuevo corredor Sevilla-Huelva será una nueva línea de alta velocidad de tráfico mixto, con una velocidad máxima de 350 km/h, y de ancho internacional (1435 mm). Debe empezar como una bifurcación al norte de Sevilla de la LAV Madrid-Sevilla.
La obra tendrá un coste total de unos 1.608 millones de euros, y se espera que esté finalizado tres años después del inicio de su construcción.

## Tramos
| Tramo                                        | Longitud | Estado (fecha)                   | Plazo ejecución |
| -------------------------------------------- | -------- | -------------------------------- | --------------- |
| Estación de Huelva                           | 4,5 km   | En servicio (25/04/2018)         | 36 meses        |
| Huelva-Niebla                                | 17,2 km  | Proyectos licitados (19/03/2025) | 30 meses        |
| Niebla-La Palma del Condado                  | 25,3 km  | Proyectos licitados (19/03/2025) | 24 meses        |
| La Palma del Condado-Sanlúcar la Mayor       | 26,2 km  | Proyectos licitados (19/03/2025) | 24 meses        |
| Sanlúcar la Mayor-Valencina de la Concepción | 18,6 km  | Proyectos licitados (19/03/2025) | 30 meses        |
| Valencina de la Concepción-Majarabique       | 8,1 km   | Proyectos licitados (19/03/2025) | 30 meses        |
| Nudo de Majarabique                          |          | Proyectos licitados (19/03/2025) | 30 meses        |

## Antecedentes y estado actual
A finales de 2015 se estaban realizando los preparativos para licitar las obras de los dos tramos comprendidos entre Valencina y Huelva. En los presupuestos generales del estado de 2016 se ha destinado una reserva de 82,6 millones de euros a la culminación de la estación en la capital y a la construcción de los tramos.
El ayuntamiento de San Juan del Puerto y la organización conservacionista WWF presentaron alegaciones contra el proyecto, por lo que la licitación de las obras se retrasará hasta que las administraciones den su veredicto.
Algunos partidos políticos (entre los que se encontraba el PSOE), presentaron en un Pleno del Ayuntamiento el 1 de febrero de 2017, una moción en la que urgía al Gobierno a desarrollar los cuatro proyectos del trazado de Alta Velocidad entre Huelva y Sevilla, para que las obras se desarrollasen al unísono con Las Metas. Los socialistas manifestaban que en un año "de vital importancia para el sector turístico", la línea Huelva-Sevilla sigue siendo un ejemplo tercermundista.
El 3 de mayo de 2018 el ministro de Fomento Íñigo de la Serna, en la inauguración de la nueva estación, junto con la ministra de empleo Fátima Báñez anunciaron que el proyecto de la reconversión del trazado actual a una línea de altas prestaciones había sido desechado en favor de una nueva línea de alta velocidad pura, es decir, una línea preparada para velocidades máximas de 350 km/h, en ancho internacional, y con electrificación a 25 kV CA.
El proyecto, ya completado el proceso de información pública, pasó en 2020 a la tramitación de la Declaración de Impacto Ambiental (DIA) de la nueva infraestructura. Dicha DIA esperaba ser aprobada para antes del 27 de julio de 2020, sin embargo, debido a la crisis por la pandemia de COVID-19 dicha fecha fue aplazada (primero hasta el 30 de octubre y prorrogada con posterioridad). El 26 de abril de 2021 el Ministerio de Transportes confirmó que el proceso seguía su curso pero que quedaba supeditada a una solicitud de información adicional, por lo que, los plazos fueron nuevamente prorrogados.
El 28 de marzo de 2022 Red Eléctrica Española confirmó la construcción de una nueva subestación en la localidad de La Palma del Condado que servirá para la alimentación del trazado. Este proyecto sería desarrollado específicamente para la alimentación del eje ferroviario Sevilla-Huelva, entre las que se incluyen la subestación de 220 kV en La Palma del Condado y su conexión a la línea Colón Santiponce (también de 220kv), así como una nueva posición en la subestación de Casquemada con la misma potencia.
El 14 de junio de 2022 el Gobierno de España confirmó que la tramitación de la DIA se encuentra suspendida a la espera de respuesta de un requerimiento realizado a la Junta de Andalucía sobre afecciones del proyecto al lince, plan de recuperación de aves esteparias y marismas del Odiel.
El 8 de febrero de 2023 la ministra de Transportes, Raquel Sánchez, confirmó que el proyecto necesitaba un nuevo estudio informativo, presumiblemente debido a los retrasos y dificultades del anterior. Meses después el delegado del Gobierno en Andalucía, Pedro Fernández, afirmó que el estudio informativo estaba en la parte final del proceso.
Finalmente el 12 de octubre de 2024 la línea de alta velocidad Sevilla-Huelva obtuvo Declaración de Impacto Ambiental favorable. Se espera que el tramo comprendido entre La Palma del Condando y Majarabique, de 47 km, pueda ser licitado para el año 2025.
El 21 de enero de 2025 Red Eléctrica Española inició la construcción de la nueva subestación de 220 kV en la localidad de La Palma del Condado que servirá para la alimentación del trazado.

## Reducción de los tiempos de viaje
| Origen | Destino | Tiempo actual | Tiempo futuro | Reducción  |
| ------ | ------- | ------------- | ------------- | ---------- |
| Huelva | Sevilla | 1:24*         | 0:31          | 0:53 (63%) |
| Huelva | Madrid  | 3:41**        | 2:55          | 0:46 (21%) |

(*)Tiempo mínimo.
(**)Tiempo mínimo antes de la renovación integral de la LAV Sevilla-Madrid.